# Magnus Olof Björnstjerna
Magnus Olof Björnstjerna, tidigare Beronius, född 11 juni 1738, död 18 april 1785 i Regensburg, var en svensk diplomat.

## Biografi
Magnus Olof Björnstjerna född 1738. Han var son till ärkebiskopen Magnus Beronius i Uppsala stift och Catharina Elisabet Walleria. Björnstjerna blev 17 maj 1746 student vid Uppsala universitet och avlade filosofie magisterexamen 1758. Han blev 21 februari 1760 docent och 1765 extraordinarie kanslist i Antikvitetsarkivet. Björnstjerna blev 15 augusti 1766 extra ordinarie kanslist i Utrikesexpeditionen och 27 augusti 1766 kanslist vid abasadden som avsändes till Danmark, för att överföra kronprinsessan, sedermera drottning Sofia Magdalena till Sverige. Han blev 1 april 1767 kopist vid kungliga kansliet och 1767 kommissionssekreterare vid polska hovet. Björnstjerna blev 1770 kommissionssekreterare vid det kursachsiska hovet och 7 juni 1770 hovjunkare. Björnstjerna blev envoyé vid tyska riksförsamlingeni Regensburg och avled 1785 i Regensburg.

### Familj
Björnstjerna gifte sig 1779 i Dresden med friherrinnan Wilhelmina Louisa von Hagen (1751–1817), dotter till kursachsiska gehimrerådet friherre Ernst Fredrik von Hagen och Fredrika Amalia von Ludwiger. De fick tillsammans barnen generalmajoren friherre och greve Magnus Björnstjerna (1779–1847), föreståndaren Wilhelmina Augusta Teresia Johanna Fransisca Björnstjerna (1781–1861) i Bonn, översten Gustaf Björnstjerna (1783–1840) i Münster och postmästaren Adolf Filip Henrik August Björnstjerna (1785–1858) i Mariefred.